# Spiegel (empresa)

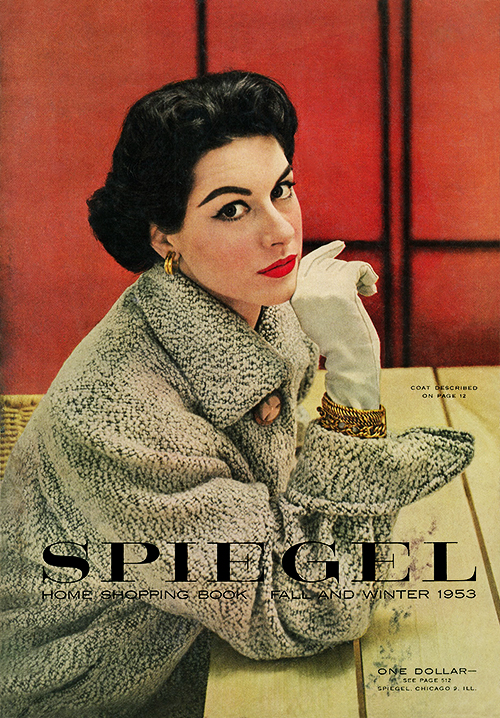
Portada del catálogo Spiegel de 1953.

Spiegel era una de las empresas estadounidenses más grandes de venta por catálogo. Comenzó como un almacén en el centro de Chicago y actualmente es una tienda internacional especializada de 3 mil millones de dólares. A pesar de los desafíos presentados tras el Gran incendio de Chicago en 1871, dos depresiones económicas, y dos guerras mundiales, Spiegel continuó su funcionamiento hasta 2019, cuando cerró su sitio web de manera abrupta.
El fundador de Spiegel, el alemán Joseph Spiegel, inició una empresa de muebles para el hogar en Chicago poco después de la Guerra Civil en abril de 1865. Se convertiría posteriormente en una de las firmas más importantes de la industria de ventas por catálogo. En 1904, Joseph y su hijo Arthur decidieron trasladarse al negocio de las ventas por correspondencia.
La empresa editó su primer catálogo en 1905. 20 años después, tenía más de 10 millones de clientes. En 1929, la empresa de la familia Spiegel (que en ese entonces vendía ropa para mujeres además de muebles) vendía más de 20 millones de dólares en bienes por año a través del correo. La estrategia de créditos generosos a los clientes, bajos precios, y altos volúmenes le permitieron a Spiegel lograr su expansión durante la Gran Depresión.
En 1982, Spiegel fue adquirida por Michael Otto, que la transformó en empresa pública en 1987. En 1988 Spiegel Inc. compró Honeybee Inc., una cadena de tiendas de Nueva York dedicada a vender artículos para mujeres. Spiegel cerró la cadena de 17 tiendas de Honeybee en febrero de 1992. En marzo de 2003, Spiegel Inc. inició un proceso de reorganización de acuerdo al código de bancarrota de los Estados Unidos. Al año siguiente, los negocios de catálogos Spiegel y Newport News fueron vendidos a un grupo encabezado por Golden Gate Capital Partners y Pangea Holdings Ltd., mientras que la empresa que se reorganizaba mantuvo la marca Eddie Bauer y eventualmente asumió su nombre. Desde 2004, Spiegel y el catálogo de ropa para mujeres Newport News han operado bajo el nombre Spiegel Brands, Inc. En 2008 Spiegel fue vendida a un grupo de inversiones liderado por Granite Creek Partners. En junio de 2009, Spiegel se convirtió en una compañía de Lynn Tilton cuando fue vendida nuevamente a la empresa privada Patriarch Partners, LLC.
Spiegel también operaba antiguamente varias tiendas departamentales. Varios premios entregados en algunos concursos de televisión de los años 70 provenían del catálogo Spiegel, y eran mencionados con la frase "Spiegel, Chicago 60609" (el código postal de la empresa).